# Genipa americana
Genipa americana là một loài thực vật có hoa trong họ Thiến thảo. Loài này được L. mô tả khoa học đầu tiên năm 1759.

## Hình ảnh

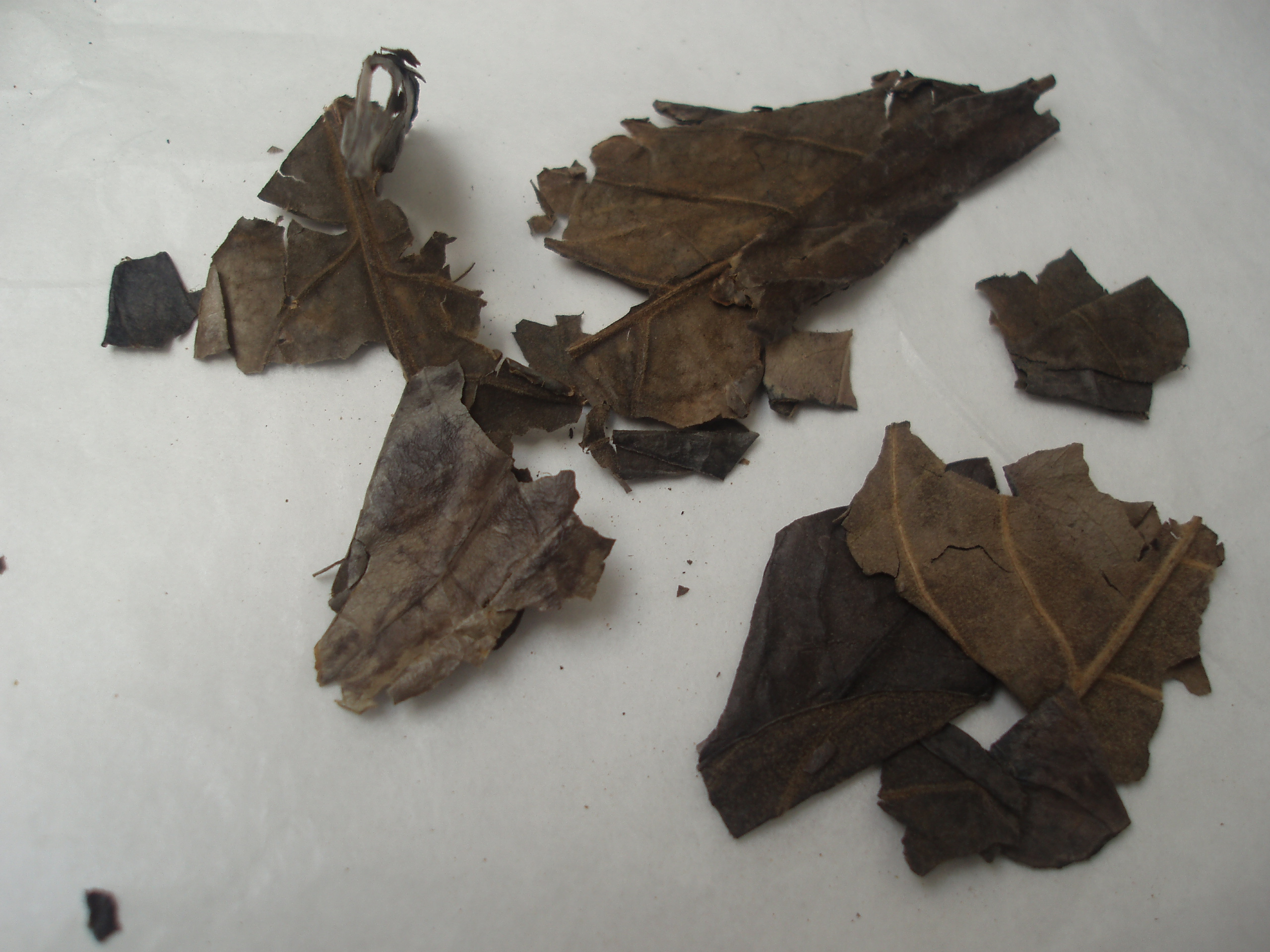
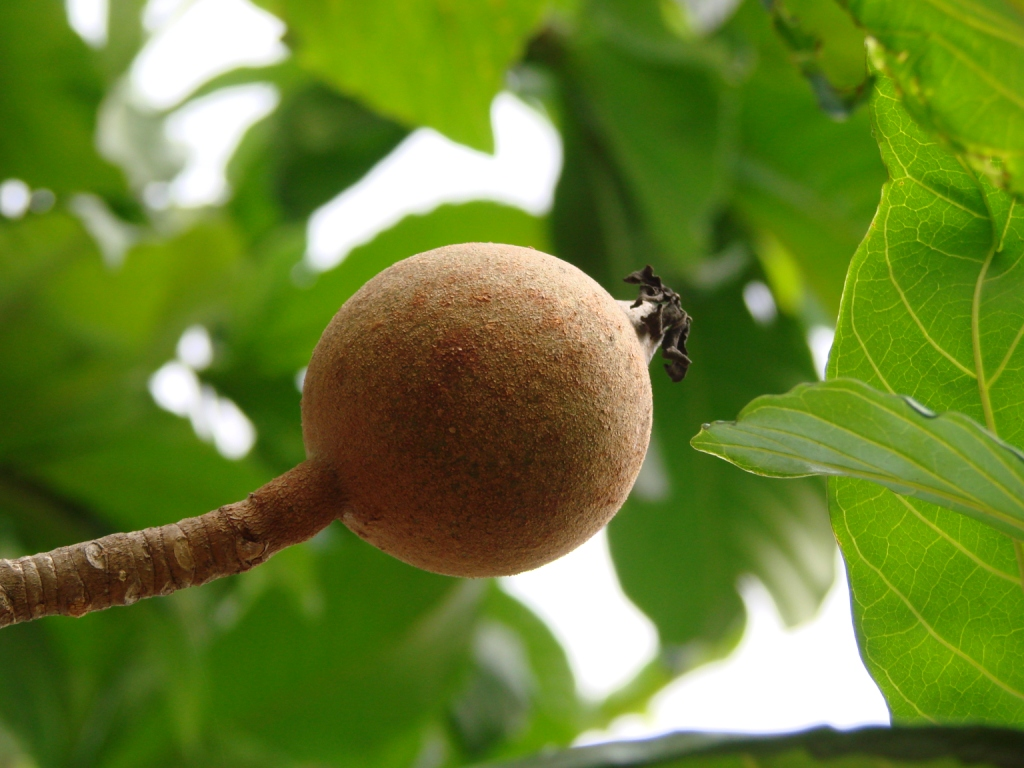
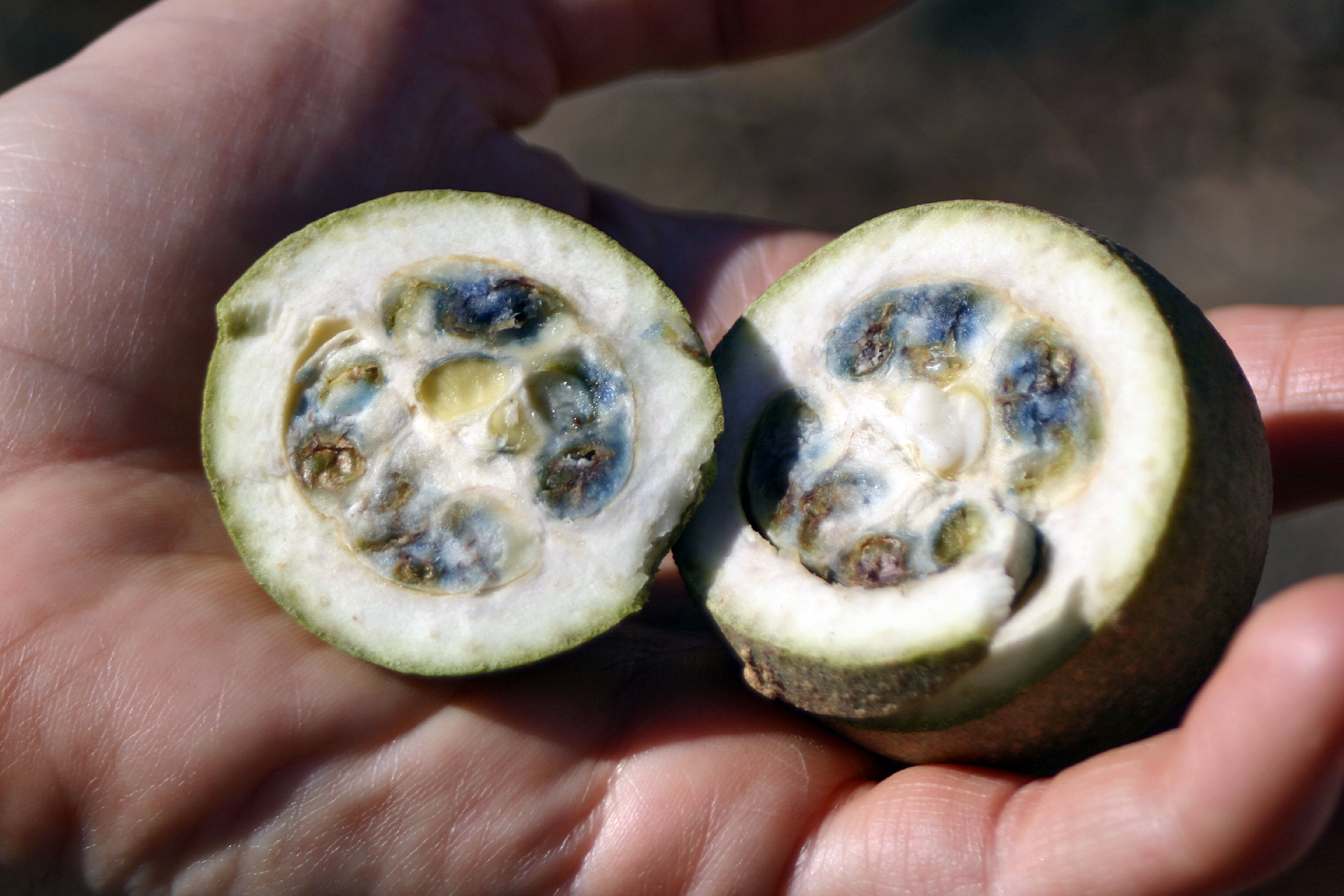
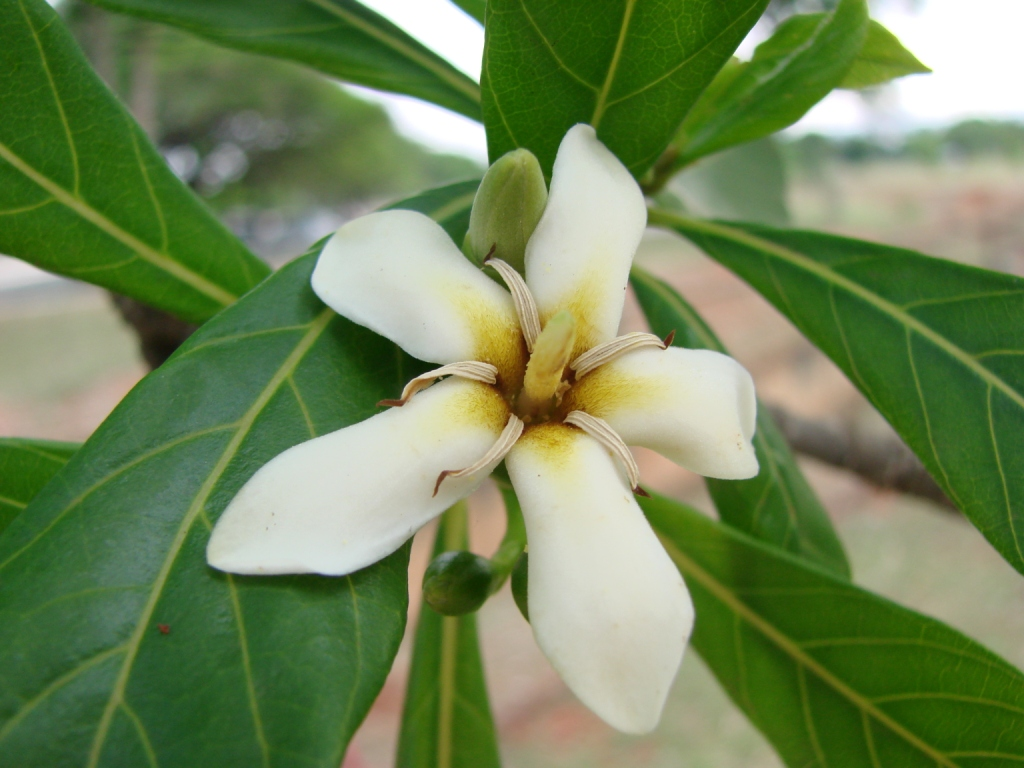